# Kuhlenkeppig
Kuhlenkeppig ist ein Ortsteil der Gemeinde Schalksmühle im Märkischen Kreis im Regierungsbezirk Arnsberg in Nordrhein-Westfalen (Deutschland). 

## Lage und Beschreibung
Der Wohnplatz befindet sich östlich des Ortsteils Heedfeld westlich der Bundesautobahn 45 nahe Stadtgrenze zu Lüdenscheid. Der Ort ist über eine Verbindungsstraße zwischen Heedfeld bzw. Eichholz und Amphop erreichbar.
Weitere Nachbarorte auf dem Schalksmühler Gemeindegebiet sind Worth, Wersbecke, Rehweg, Wersbecke, Schnarüm, Gelstern, Häuschen, Altenhülscheid, Dornbusch und Hülscheid, sowie Eggenscheid, Römerweg, Hülscheiderbaum und Dönne auf Lüdenscheider Stadtgebiet.
Der Ort liegt am nördlichen Rand des 18-Loch-Golfplatzes des Golfclubs Gelstern.

## Geschichte
Kuhlenkeppig gehörte bis zum 19. Jahrhundert der Midder Bauerschaft des Kirchspiels Hülscheid an. Ab 1816 war der Ort Teil der Gemeinde Hülscheid in der Bürgermeisterei Halver im Kreis Altena, 1818 lebten elf Einwohner im Ort, ebenso 1822. Der laut der Ortschafts- und Entfernungs-Tabelle des Regierungs-Bezirks Arnsberg als Hof kategorisierte Ort besaß unter dem Namen Kuhlenkeppig 1839 drei Wohnhäuser und zwei landwirtschaftliche Gebäude. Zu dieser Zeit lebten 16 Einwohner im Ort, allesamt evangelischen Bekenntnisses.
1844 wurde die Gemeinde Hülscheid mit Kuhlenkeppig von dem Amt Halver abgespaltet und dem neu gegründeten Amt Lüdenscheid zugewiesen.
Der Ort ist auf der Preußischen Uraufnahme von 1840 unter dem Namen Kuhlenkeppig verzeichnet. Ab der Preußischen Neuaufnahme von 1892 ist der Ort auf Messtischblättern der TK25 als Kuhlenkeppig verzeichnet.
Die Gemeinde- und Gutbezirksstatistik der Provinz Westfalen führt 1871 den Ort als Hof unter dem Namen Kuhlenkeppig mit vier Wohnhäuser und 26 Einwohnern auf.  Das Gemeindelexikon für die Provinz Westfalen gibt 1885 für Kuhlenkeppig eine Zahl von 29 Einwohnern an, die in vier Wohnhäusern lebten. 1895 besitzt der Ort vier Wohnhäuser mit 22 Einwohnern, 1905 werden vier Wohnhäuser und 29 Einwohner angegeben.
1969 wurden die Gemeinden Hülscheid und Schalksmühle zur amtsfreien Großgemeinde (Einheitsgemeinde) Schalksmühle im Kreis Altena zusammengeschlossen und Kuhlenkeppig gehört seitdem politisch zu Schalksmühle, das 1975 auf Grund des Sauerland/Paderborn-Gesetzes Teil des neu geschaffenen Märkischen Kreises wurde.